# Tore Nilsson (direktör)
Karl Viktor Tore Nilsson, född 25 november 1906 i Göteborg, död 4 april 1994, var en svensk teknisk direktör.
Nilsson, som var son till revisor Viktor Nilsson och Thecla Christiansson, utexaminerades från Chalmers tekniska institut 1929. Han anställdes vid Vattenfallsverket 1930 samt var teknisk direktör och chef för avdelningen för byggnadsteknik 1951–1971. Han invaldes som ledamot av Kungliga Ingenjörsvetenskapsakademien 1955.